# Aganosma cymosa
Aganosma cymosa är en oleanderväxtart som först beskrevs av William Roxburgh, och fick sitt nu gällande namn av George Don jr. Aganosma cymosa ingår i släktet Aganosma och familjen oleanderväxter.

## Underarter
Arten delas in i följande underarter:
- A. c. conferta
- A. c. elegans